# 安東尼·拿泰歷
安東尼·拿泰歷（Anthony Le Tallec，1984年10月3日—），是一名法國足球運動員，擔任進攻中場。

## 生平

### 球會
拿泰歷出身於法國小型球會勒哈費爾，他有一個表弟名為辛纳玛-庞格勒。二人在2001年世界少年足球錦標賽表現出色，被當時執掌利物浦的法國主教練侯利亞賞識，在2003年兩人一同加盟利物浦。
由於利物浦當時成績陷入低潮，球迷倒侯利亞的呼聲不絕於耳，而侯利亞也於2004年離職。在換上新教練下，使拿泰歷缺乏上陣機會，先後被外借至四家小型球會，包括法國的聖伊天、索察、勒芒，以至英超的新特蘭。
至2008年他終於永久轉會至勒芒，正式離開利物浦。2010年夏天,拿泰歷轉投歐塞爾, 簽下四年合約。

### 國家隊
拿泰歷曾代表過法國少年隊參加2001年世界少年足球錦標賽，並入選了法國青年國家隊。然而迄今仍未正式升格為大國腳。

## 榮譽
法國
- 2001年 世界少年足球錦標賽 (U-17)

索察
- 2007年 法國盃

## 外部連結
- 足球数据库：安東尼·拿泰歷的球员统计数据
- 拿泰歷職業生涯數據 （页面存档备份，存于）